# 2月22日 (旧暦)
旧暦2月22日は旧暦2月の22日目である。六曜は大安である。

## できごと
- 天平勝宝元年（ユリウス暦749年3月15日） - 陸奥国から日本で初めて産出された黄金が献上される
- 長徳元年（ユリウス暦995年3月25日） - 正暦から長徳に改元
- 天正13年（ユリウス暦1585年3月23日） - 天正遣欧少年使節がローマ教皇グレゴリウス13世に公式謁見
- 安政2年（グレゴリオ暦1855年4月8日） - 江戸幕府が、松前藩居城周辺を除く全蝦夷地を幕府直轄領とする
- 文久3年（グレゴリオ暦1863年4月9日） - 京都で足利三代木像梟首事件が発生

## 誕生日
- 万延2年（グレゴリオ暦1861年4月1日） - 加藤友三郎、21代内閣総理大臣・海軍大将 （+ 1923年）

## 忌日
- 推古天皇30年（ユリウス暦622年4月8日） - 聖徳太子、皇族・推古天皇の摂政（* 574年）
- 延応元年（ユリウス暦1239年3月28日） - 後鳥羽天皇[1]、82代天皇・土御門・順徳・仲恭天皇の上皇（* 1180年）
- 貞享2年（グレゴリオ暦1685年3月26日） - 後西天皇、111代天皇（* 1637年）

## 記念日・年中行事
- 太子会 - 聖徳太子の遺徳を偲ぶ法会